# 卡扎奇卡河 (鞑靼海峡)
卡扎奇卡河（俄语：Река Казачка）或吐鲲保川（日语：／）是萨哈林州涅韦尔斯克区的河流，由东向西流，长23公里，流域面积90.3平方公里，注入鞑靼海峡。